# Besilesomab
Besilesomab (INN; merknaam: Scintimun) is een monoklonaal antilichaam dat is ontworpen om zich te hechten aan een specifiek antigeen op het oppervlak van granulocyten (een soort witte bloedcellen).
Dokters gebruiken het om de plaats en omvang vast te stellen van osteomyelitis (een botinfectie) in de ledematen. Daarvoor moet besilesomab eerst radioactief gelabeld worden; dit gebeurt door het te mengen met een oplossing van radioactief technetium, onder de vorm van de metastabiele isotoop technetium-99m (99mTc). Deze oplossing, met 0,25 tot 1 mg besilesomab, wordt dan intraveneus geïnjecteerd.
Na enkele uren kan door middel van medische beeldvorming (scintigrafie) de plaats en omvang van een eventuele botinfectie bepaald worden. Op de plaats waar een botinfectie aanwezig is, komen veel granulocyten samen zodat de radioactiviteit op die plaatsen hoger zal zijn; ze vormen "hot spots" op de scintigrafische beelden.
Technetium-99m heeft een halveringstijd van ongeveer 6 uur. Het vervalt tot niet-radioactief technetium-99 en geeft daarbij gammastraling af. Vrij 99mTc wordt uit het bloed via de nieren en de urine geëlimineerd.
Scintimun wordt sedert ca. 1994 gebruikt, hoofdzakelijk in Hongarije, de Tsjechische Republiek en Zwitserland. Het is sedert 11 januari 2010 vergund in de Europese Unie.